# Graham Higman
Graham Higman (Louth, 19 de janeiro de 1917 — Oxford, 8 de abril de 2008) foi um matemático britânico.
Sua área de interesse foi álgebra, em especial a teoria de grupos.